# Incident Vela
L' Incident Vela, també conegut com el Flaix de l'Atlàntic Sud, va ser un "doble flaix" de llum detectat per un satèl·lit Vela el 22 de setembre de 1979, a prop les Illes del Princep Eduard a l'Antàrtida, al qual molts atribueixen un origen nuclear. Entre aquests, la teoria més estesa és que el flaix era de l'origen nuclear, resultat d'una prova nuclear conjunta entre Israel i Sud-àfrica. L'assumpte és encara avui en dia molt discutit.